# 平井森太郎
平井 森太郎（ひらい しんたろう、生没年不明）は、日本の作詞家。主に1980年代後半から1990年代に活動。

## 主な作詞作品
- 浅香唯
  - 「瞳のラビリンス」（作曲：林哲司）

- 太田貴子
  - 「君は天使じゃない」（作曲：中崎英也）
  - 「The Wonderlust」（作曲：羽田一郎）
  - 「8月の朝のモノローグ」（作曲：尾関昌也）
  - 「スターリィー・スターリィー・ナイト〜Starry Starry Night〜」（作曲：石田正人）

- 男闘呼組
  - 「CROSS TO YOU」（作曲：Mark Davis）
  - 「CROSS TO YOU -雨-」（作曲：Mark Davis）

- 工藤静香
  - 「硝子のサンクチュアリ」（作曲：後藤次利）

- SAY・S
  - 「STARDUSTに乗って」（作曲：関口誠人）

- 20th Century
  - 「Glory」（作曲：浅野佑悠輝）

- 長山洋子
  - 「永遠のブルー」（作曲：和田典久）
  - 「バナナフィッシュの日」（作曲：安部恭弘）

- 葉山レイコ
  - 「純愛迷宮」（作曲：かしぶち哲郎）

- 光GENJI
  - 「あてもなくオルフェ」（作曲：網倉一也）
  - 「DANCE ALONE」（作曲：井上ヨシマサ）
  - 「DEAD MAN'S CURVE」（作曲：NOBODY）
  - 「マスカレード」（作曲：水島康貴）
  - 「Babylon」（作曲：佐藤健）
  - 「Maybe Tomorrow」（作曲：大門一也）
  - 「BRAVO!Nippon〜雪と氷のファンタジー〜」（作曲：馬飼野康二）
  - 「APPLE SEED」（作曲：和泉一弥）
  - 「路の上から」（作曲：SORA）

- V6
  - 「MADE IN JAPAN」（作曲：G.Pasquini / J.Batten）
  - 「BEAT YOUR HEART」（作曲：G.Pasquini / F.Guio / A.Contini / S.Oliva）（motsuと共作詞）
  - 「puzzle」（作曲：J.Batten / G.Pasquini / S.Oliva）